# Physical Review
Az Physical Review egy lektorált fizikai szakfolyóirat-család, melynek előfutárát azonos néven 1893-ban Edward Nichols amerikai fizikus alapította. Kiadója az Amerikai Fizikai Társaság.

## Folyóiratai

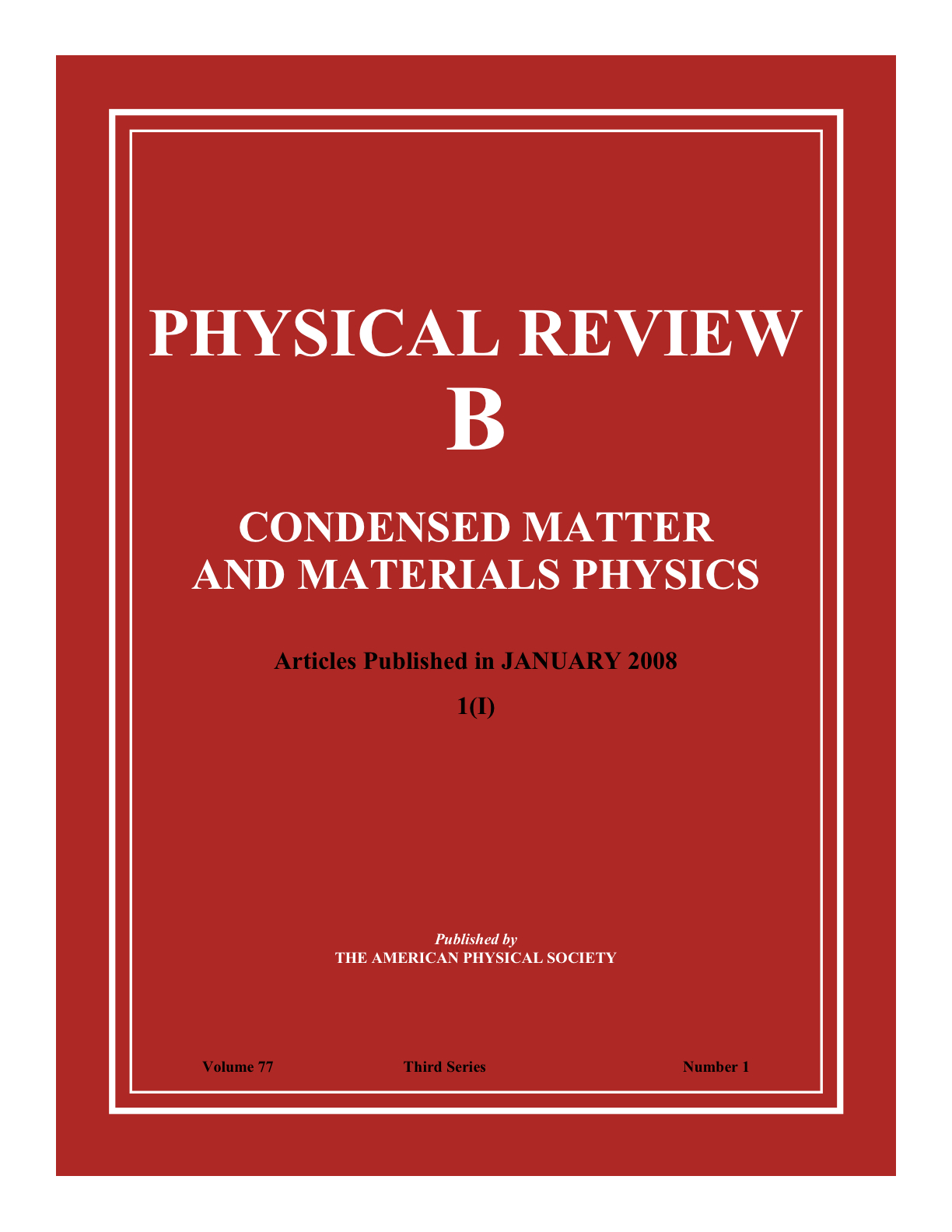
A Physical Review B egy 2008-as kötetének címlapja

A Physical Review 1893 óta működik, az 1893 és 1913 között megjelent 33 kötetet nevezik a kiadvány első sorozatának. Ezt követően a kiadói teendőket az Amerikai Fizikai Társaság vette át, az ettől kezdve egészen 1969-ig kiadott kötetek képezik a második kiadványsorozatot. Ezzel párhuzamosan 1929-ben indult a Reviews of Modern Physics, melyben hosszabb, összefoglaló jellegű cikkeket tettek közzé. 1958-ban adták ki először a Physical Review Letterst, mely jellemzően rövidebb közleményeket tartalmaz. 
1970-ben a Physical Review-t témák szerint felosztották, ekkor jött létre ennek A, B, C, és D jelzésű ága. Ezekhez 1993-ban csatlakozott a Physical Review E.
| Folyóirat                                  | Időszak   | Témakör                                                        | Impaktfaktor (2015) |
| ------------------------------------------ | --------- | -------------------------------------------------------------- | ------------------- |
| Első sorozat                               | 1893–1912 | Általános fizika                                               | -                   |
| Második sorozat                            | 1913–1969 | Általános fizika                                               | -                   |
| Reviews of Modern Physics                  | 1929–     | Általános fizika                                               | 33,177              |
| Physical Review Letters                    | 1958–     | Fontos, rövid közlemények a fizikai alapkutatásból             | 7,645               |
| Physical Review A                          | 1970–     | Atom- és molekulafizika, optika, kvantuminformatika            | 2,765               |
| Physical Review B                          | 1970–     | Kondenzált anyagok fizikája és anyagtudomány                   | 3,718               |
| Physical Review C                          | 1970–     | Magfizika                                                      | 3,146               |
| Physical Review D                          | 1970–     | Részecskefizika, kvantumtérelmélet, gravitáció, kozmológia     | 4,506               |
| Physical Review E                          | 1993–     | Statisztikus fizika, káoszelmélet, biofizika                   | 2,252               |
| Physical Review X                          | 1970–     | Szakterületen kívüli tudomány ismeretterjesztés szakembereknek | 8,701               |
| Physical Review Accelerators and Beams     | 1998–     | Részecskegyorsítók, nyalábok, lézerek                          | 1,500               |
| Physical Review Physics Education Research | 2005–     | Fizikaoktatás, ismeretterjesztés                               | 1,316               |
| Physics                                    | 2008–     | Általános fizikai ismeretterjesztés                            | -                   |
| Physical Review Applied                    | 2014–     | Kísérleti és elméleti eljárások                                | 4,061               |
| Physical Review Fluids                     | 2016–     | Kontinuumfizika, áramlástan                                    | -                   |